# Oxyropsis
Oxyropsis es un género de pez de la familia Loricariidae en el orden de los Siluriformes.

## Especies
Las especies de este género son:
- Oxyropsis acutirostra P. Miranda-Ribeiro, 1951
- Oxyropsis carinata (Steindachner, 1879)
- Oxyropsis ephippia Aquino & Sabaj Pérez, 2016 [2]
- Oxyropsis wrightiana C. H. Eigenmann & R. S. Eigenmann, 1889